# احتلوا لندن
في 15 أكتوبر خرج متظاهرون بحي «سيتي أف لندن» (حي المال) في مدينة لندن البريطانية تحت شعار «احتلوا البورصة» على غرار ما حدث في وول ستريت عندما استهدف المحتجون حي المال بنيويورك، كما تظاهر آخرون في مدن بريطانية عدة منها بريستول وبيرمنغهام وغلاسكو وإدنبرة. وفي اليوم التالي 16 أكتوبر أطلقت حركة «احتلوا لندن» الجديدة فعاليات ثانية في العاصمة البريطانية، إذ أعلنت اعتصاماً مفتوحاً أمام كاتدرائية القديس بولس البارزة في المدينة بدأ بمشاركة 250 محتجاً نصبوا خياماً واعتصموا أمام الكاتدرائية. وبنهاية الأسبوع كان قد بلغ عدد الخيام أمام الكاتدرائية 200 خيمة، وأدى ذلك إلى إلاقها، كما دفعَ المتظاهرين إلى إقامة مخيم جديد في مكان آخر من لندن لتخفيف الضغط عن الأول.